# Chevrolet Trax Concept
O Trax é um protótipo hatch de porte mini da Chevrolet apresentado no Salão de Nova Iorque de 2007.
Ver o actual Chevrolet Trax de 2013, que se vende na America do Sul em "Chevrolet Tracker".